# بالگردگاه شخصی تایم فلایز
بالگردگاه شخصی تایم فلایز (به انگلیسی: Time Flies Private Heliport) یک فرودگاه خصوصی است. این فرودگاه در کشور ایالات متحده آمریکا قرار دارد و در ارتفاع ۴۲ متری از سطح دریا واقع شده است.